# Čupava grahorica
Čupava grahorica (lat. Ervilia hirsuta, sin. Vicia hirsuta) je vrsta cvjetnice iz porodice graška i graha Fabaceae.

## Opis
To je jednogodišnja biljka koja daje vitku, često četverostranu, bez dlaka do lagano dlakavu, penjačku stabljiku visoku do 70 do 90 centimetara, a poznato je da ponekad znatno premašuje jedan metar. Listovi su na vrhu s viticama koje podupiru biljku dok se penje, a sastoje se od do 10 pari izduženih listića svaki do 2 centimetra duljine s urezanim, ravnim, oštro zašiljenim ili nazubljenim vrhovima. Cvat je grozd od do 8 cvjetova koji se nalaze blizu vrha i često samo s jedne strane. Svaki cvijet je bjelkast ili blijedoplav, samo nekoliko milimetara dug i kratko traje. Plod je do centimetar duga i do pola centimetra široka mahuna, dlakava, često gusto dlakava. Blijedozelene je do gotovo crne boje i obično sadrži dvije sjemenke.

## Rasprostranjenost
Porijeklom je iz Europe i zapadne Azije. Može se naći i na drugim kontinentima kao introducirana vrsta. Na primjer, dlakava grahorica obično se koristi u pokrovnim usjevima i zelenoj gnojidbi na farmama u Sjevernoj Americi. Tipično, obična grahorica ili dlakava grahorica daje leguminoznu komponentu usjeva, obično zajedno s travnatom komponentom kao usjevom za dohranu i dodatkom više celuloze u rezultirajuću organsku tvar (na primjer, raž ili ozimnu pšenicu).

## Vanjske poveznice
- Jepson Manual Treatment
- USDA Plants Profile
- Washington Burke Museum
- AgroAtlas: Economic Plants
- Photo gallery